# Apium inundatum
Apium inundatum là một loài thực vật có hoa trong họ Hoa tán. Loài này được (L.) Rchb.f. mô tả khoa học đầu tiên năm 1863.

## Hình ảnh

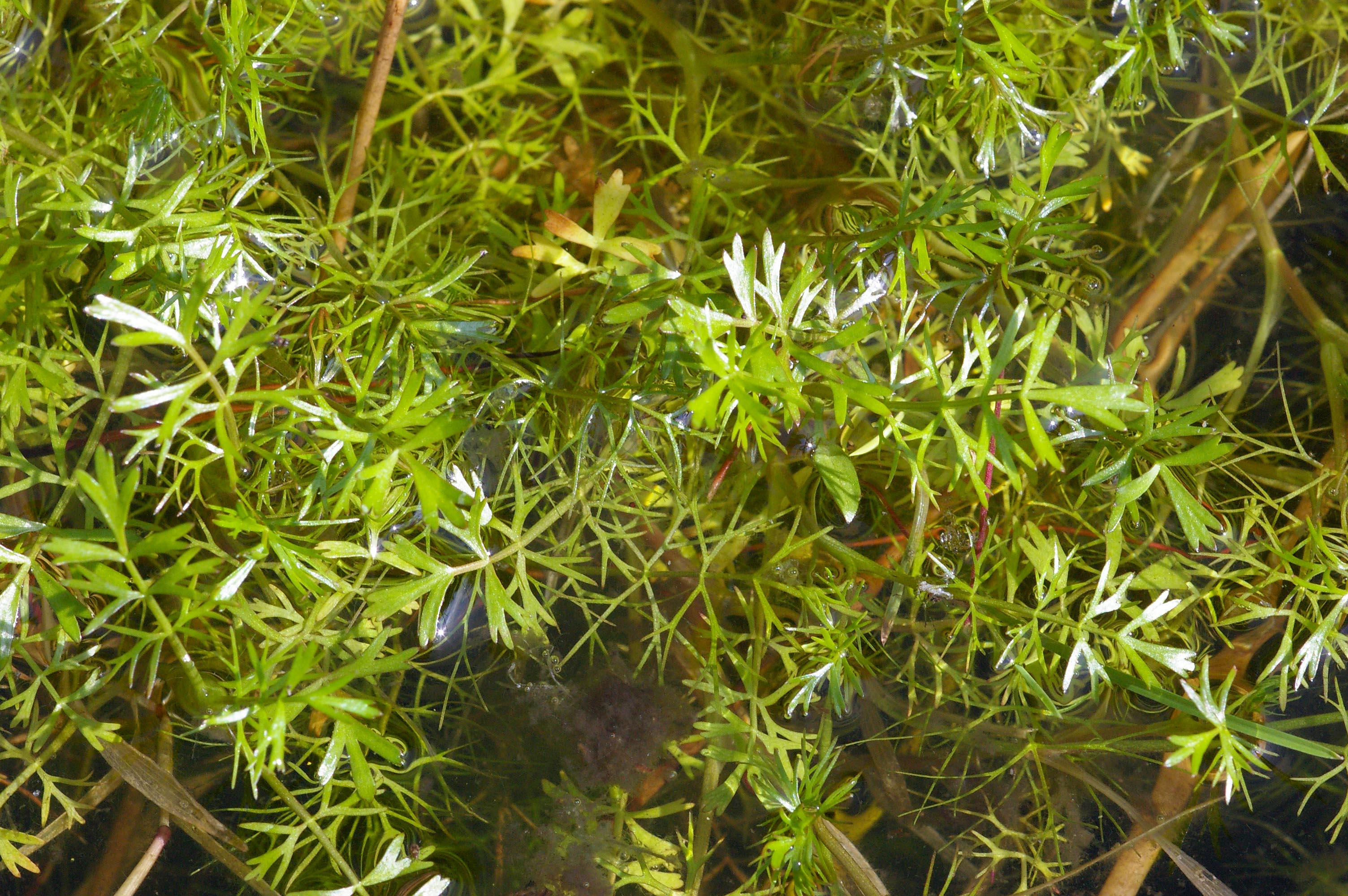
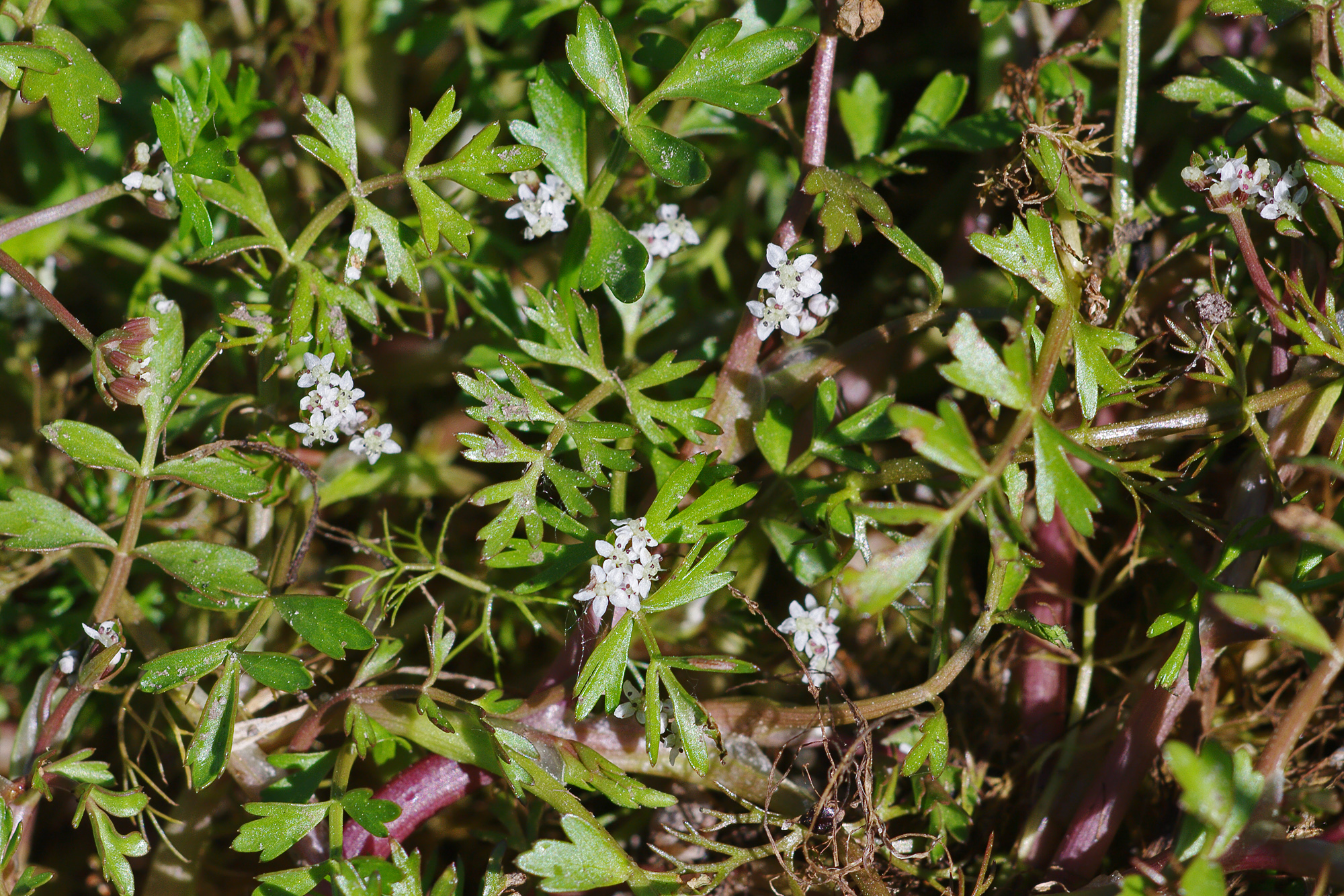
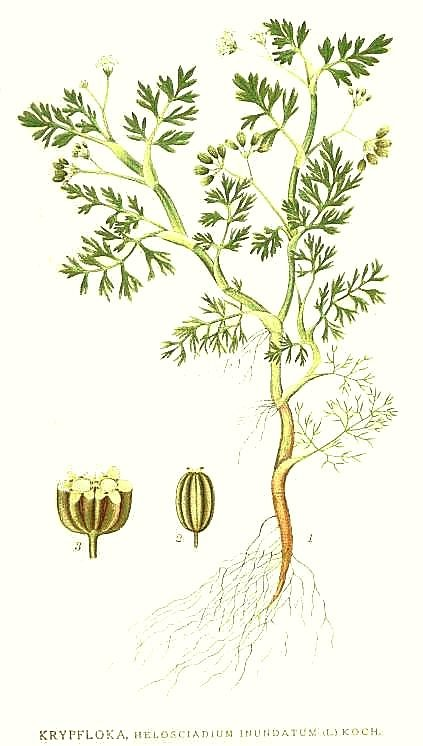
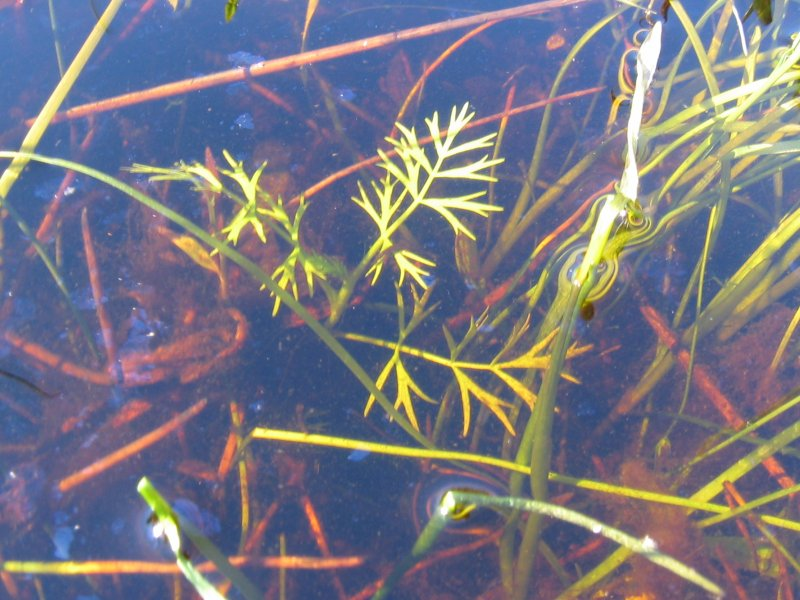